# Mykerinos
Menkaure (egip. Men-Kau-Re – „Trwała-jest-moc-duszy-Re (boskiej-światłości)”; egip. Horus Ka-Chet – egip. „Horus-o-ciele-Byka”; gr. Mykerinos) – władca starożytnego Egiptu z okresu IV dynastii (III tysiąclecie p.n.e.).

## Lata panowania
- 2539–2511 p.n.e. (Kwiatowski)
- 2530–2510 p.n.e. (Schneider)
- 2490–2472 p.n.e. (Tiradritti, De Luca)

## Rodzina
Syn Chefrena i Chamerernebti I. Jego żoną była jego przyrodnia siostra, Chamerernebti II – córka Chefrena i Meresanch III, mieli prawdopodobnie córkę Chentkaus (Kwiatkowski; inaczej Grimal).

## Działalność
Według Manethona panował 63 lata, Kanon turyński podaje 18 lat. Według Diodora, Mykerinos był synem Cheopsa i panował po Chefrenie. Uważany jest za władcę sprawiedliwego i pobożnego, dbającego o poddanych i świątynie. Znane są dekrety dotyczące jego kultu pośmiertnego, wydane przez Szepseskafa, Merenre I i Pepiego II.

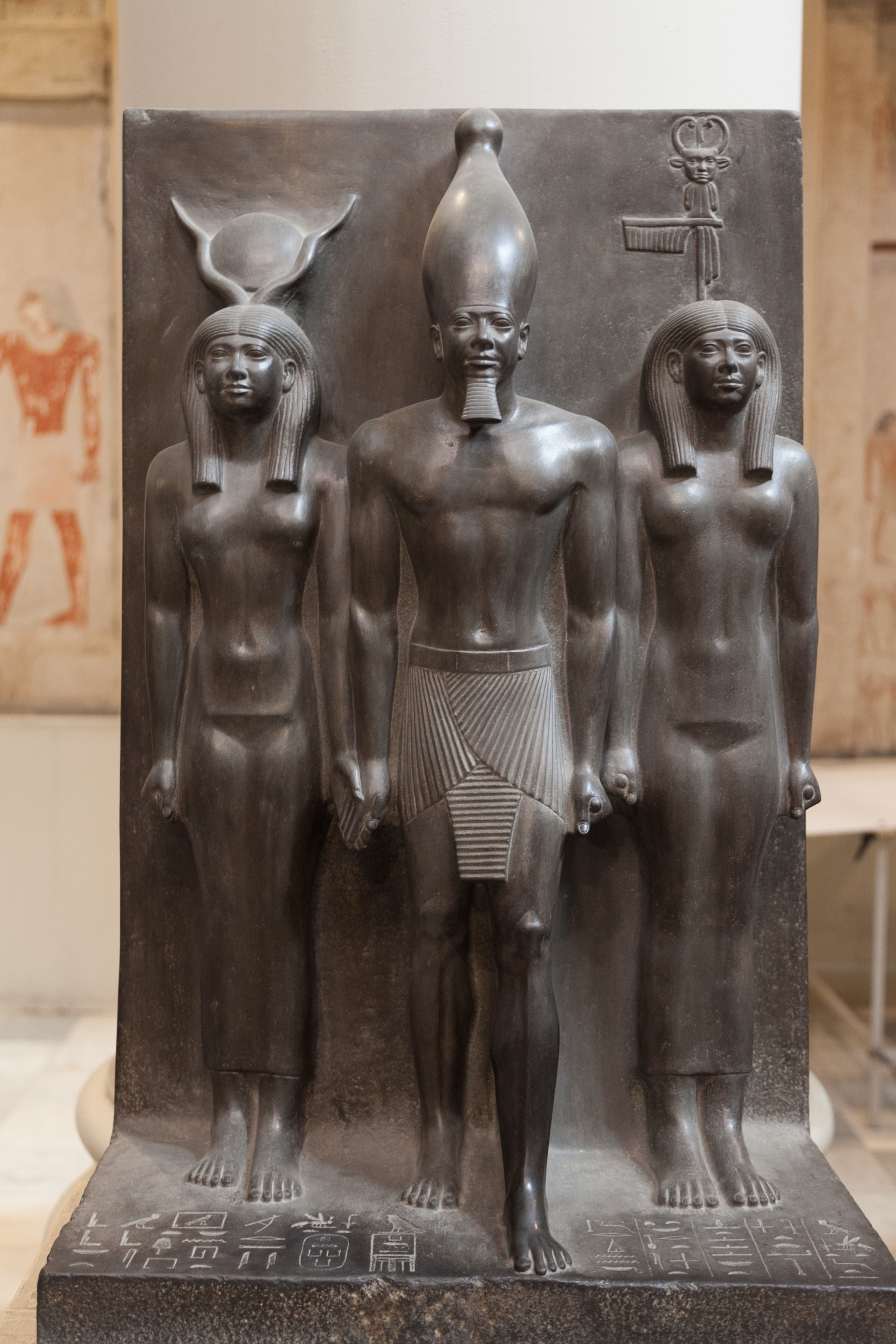
Triada Mykerinosa, Muzeum Egipskie w Kairze

## Triady Mykerinosa
Władca znany jest głównie z wielu posągów, odkrytych w obrębie jego zespołu grobowego, znalezionych podczas prac archeologicznych, prowadzonych w latach 1905–1925, przez Uniwersytet Harvarda i bostońskie Muzeum Sztuk Pięknych, pod kierownictwem George'a Reisnera. Szczególnie znane są tzw. Triady Mykerinosa, w których władca przedstawiany jest w towarzystwie bogini Hathor i bogiń uosabiających jeden z nomów Górnego Egiptu. Według najnowszej hipotezy triad tych było osiem. W każdej z nich przedstawiono Mykerinosa, Hathor i bóstwo nomu, w którym Hathor cieszyła się wyjątkową czcią. Ze sposobu, w jaki przedstawiono postacie, które trzymają się za ręce, oraz ich równego wzrostu wysnuto wniosek, iż Mykerinos uważany był za równego bogom, dobrotliwego władcę, czułego na los swych poddanych.

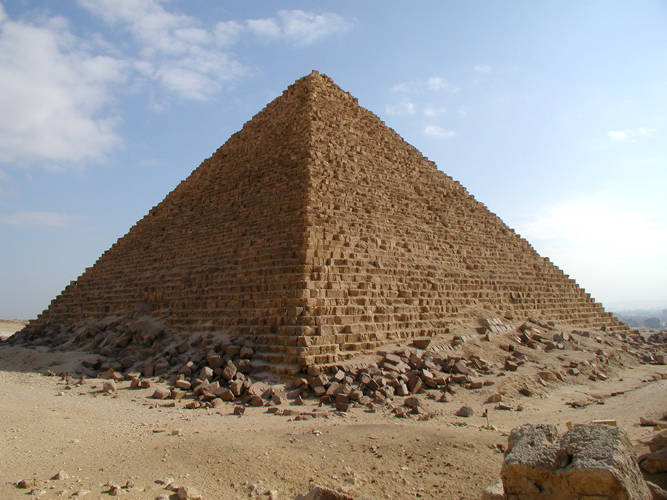
Piramida Mykerinosa

## Grobowiec
Jego grobowcem jest najmniejsza z trzech wielkich piramid w egipskiej Gizie.
We wnętrzu piramidy Mykerinosa nie znaleziono kartuszy z imieniem władcy. Pośredniej identyfikacji dokonano na przełomie lat 1837/1838, kiedy to odkryto imię Mykerinosa w drugiej z piramid satelitarnych. Dalszych dowodów dostarczyły prace wykopaliskowe, prowadzone w latach 1905–25.
Na skutek zamieszek 29 stycznia 2011 r. władze zamknęły dla zwiedzających tutejszy kompleks piramid.